# Ciclismo ai Giochi della XXV Olimpiade - Corsa a punti maschile
La corsa a punti maschile dei Giochi della XXVII Olimpiade si svolse tra il 28 e il 31 luglio 1992 al Velòdrom d'Horta di Barcellona. La competizione vide la partecipazione di 38 ciclisti provenienti da 38 nazioni.
La medaglia d'oro fu vinta dall'italiano Giovanni Lombardi, mentre l'argento e il bronzo andarono rispettivamente all'olandese Léon van Bon e al belga Cédric Mathy, a pari giri e staccati rispettivamente soltanto di uno e tre punti.

## Programma
| Data           | Ora (UTC+2) | Turno      |
| -------------- | ----------- | ---------- |
| 28 luglio 1992 | 20:00       | Semifinali |
| 31 luglio 1992 | 21:00       | Finale     |

## Regolamento
Nelle semifinali la prova consisteva nell'effettuare 120 giri di pista (30 km), effettuando 20 sprint, uno ogni 6 giri (1,5 km). A ogni sprint venivano assegnati cinque punti al primo, tre al secondo, due al terzo e uno al quarto classificato; allo sprint intermedio (dopo 15 km) e all'ultimo sprint venivano assegnati punti doppi. La classifica veniva stilata in base al numero di giri guadagnati doppiando il gruppo, e a seguire in base ai piazzamenti nelle volate. I primi dodici classificati da entrambe le semifinali si qualificavano per la finale.
In finale erano previsti 200 giri di pista (50 km), effettuando 33 sprint. A ogni sprint venivano assegnati cinque punti al primo, tre al secondo, due al terzo e uno al quarto classificato; allo sprint intermedio (dopo 25 km) e all'ultimo sprint venivano assegnati punti doppi. Come già nelle semifinali, la classifica veniva stilata in base al numero di giri guadagnati doppiando il gruppo, e a seguire in base ai piazzamenti nelle volate.

## Risultati

### Semifinali
Semifinale 1
| Posizione | Atleta              | Nazione                            | Giri | Punti | Note |
| --------- | ------------------- | ---------------------------------- | ---- | ----- | ---- |
| 1         | Simon Lillistone    | Gran Bretagna                      | 0    | 9     | Q    |
| 2         | Franz Stocher       | Austria                            | -1   | 31    | Q    |
| 3         | Éric Magnin         | Francia                            | -1   | 30    | Q    |
| 4         | José Youshimatz     | Messico                            | -1   | 28    | Q    |
| 5         | Vasyl Yakovlev      | Squadra Unificata                  | -1   | 23    | Q    |
| 6         | José Velásquez      | Colombia                           | -1   | 22    | Q    |
| 7         | Andreas Aeschbach   | Svizzera                           | -1   | 18    | Q    |
| 8         | Dan Frost           | Danimarca                          | -1   | 17    | Q    |
| 9         | Gene Samuel         | Trinidad e Tobago                  | -1   | 17    | Q    |
| 10        | Murugayan Kumaresan | Malaysia                           | -1   | 11    | Q    |
| 11        | Li Wenkai           | Cina                               | -1   | 8     | Q    |
| 12        | Wojciech Pawłak     | Polonia                            | -1   | 7     | Q    |
| 13        | James Carney        | Stati Uniti                        | -1   | 6     |      |
| 14        | Fernando Louro      | Brasile                            | -1   | 5     |      |
| 15        | Weng Yu-yi          | Taipei cinese                      | -2   | 10    |      |
|           | Neil Lloyd          | Antigua e Barbuda                  | DNF  | DNF   |      |
|           | Dušan Popeskov      | Partecipanti Olimpici Indipendenti | DNF  | DNF   |      |
|           | Scott Richardson    | Sudafrica                          | DNF  | DNF   |      |
|           | Aubrey Richmond     | Guyana                             | DNF  | DNF   |      |

Semifinale 2
| Posizione | Atleta              | Nazione        | Giri | Punti | Note |
| --------- | ------------------- | -------------- | ---- | ----- | ---- |
| 1         | Stephen McGlede     | Australia      | 0    | 16    | Q    |
| 2         | Glenn McLeay        | Nuova Zelanda  | 0    | 15    | Q    |
| 3         | Patrick Matt        | Liechtenstein  | 0    | 3     | Q    |
| 4         | Lubor Tesař         | Cecoslovacchia | -1   | 32    | Q    |
| 5         | Giovanni Lombardi   | Italia         | -1   | 28    | Q    |
| 6         | Guido Fulst         | Germania       | -1   | 21    | Q    |
| 7         | Léon van Bon        | Paesi Bassi    | -1   | 21    | Q    |
| 8         | Conrado Cabrera     | Cuba           | -1   | 18    | Q    |
| 9         | Miklós Somogyi      | Ungheria       | -1   | 13    | Q    |
| 10        | Cédric Mathy        | Belgio         | -1   | 13    | Q    |
| 11        | Hiroshi Daimon      | Giappone       | -1   | 12    | Q    |
| 12        | Erminio Suárez      | Argentina      | -1   | 11    | Q    |
| 13        | Park Min-su         | Corea del Sud  | -1   | 10    |      |
| 14        | Arnolds Ūdris       | Lettonia       | -1   | 10    |      |
| 15        | Miguel Droguett     | Cile           | -1   | 7     |      |
| 16        | Gabriel Aynat       | Spagna         | -1   | 7     |      |
| 17        | Georgios Portelanos | Grecia         | -1   | 3     |      |
| 18        | John Malois         | Canada         | -1   | 1     |      |
|           | Majid Naseri        | Iran           | DNF  | DNF   |      |

### Finale
| Posizione | Atleta              | Nazione           | Giri | Punti |
| --------- | ------------------- | ----------------- | ---- | ----- |
|           | Giovanni Lombardi   | Italia            | 0    | 44    |
|           | Léon van Bon        | Paesi Bassi       | 0    | 43    |
|           | Cédric Mathy        | Belgio            | 0    | 41    |
| 4         | Glenn McLeay        | Nuova Zelanda     | 0    | 30    |
| 5         | Lubor Tesař         | Cecoslovacchia    | 0    | 30    |
| 6         | Éric Magnin         | Francia           | 0    | 24    |
| 7         | Guido Fulst         | Germania          | 0    | 24    |
| 8         | Andreas Aeschbach   | Svizzera          | 0    | 23    |
| 9         | Franz Stocher       | Austria           | 0    | 18    |
| 10        | Erminio Suárez      | Argentina         | 0    | 18    |
| 11        | Hiroshi Daimon      | Giappone          | 0    | 14    |
| 12        | Wojciech Pawłak     | Polonia           | 0    | 12    |
| 13        | Conrado Cabrera     | Cuba              | 0    | 12    |
| 14        | José Youshimatz     | Messico           | 0    | 11    |
| 15        | Dan Frost           | Danimarca         | 0    | 7     |
| 16        | José Velásquez      | Colombia          | 0    | 6     |
| 17        | Patrick Matt        | Liechtenstein     | 0    | 5     |
| 18        | Simon Lillistone    | Gran Bretagna     | 0    | 5     |
| 19        | Gene Samuel         | Trinidad e Tobago | 0    | 4     |
| 20        | Li Wenkai           | Cina              | 0    | 1     |
| 21        | Murugayan Kumaresan | Malaysia          | 0    | 0     |
|           | Stephen McGlede     | Australia         | DNF  | DNF   |
|           | Miklós Somogyi      | Ungheria          | DNF  | DNF   |
|           | Vasyl Yakovlev      | Squadra Unificata | DNF  | DNF   |